# Ponte di Piave
Ponte di Piave là một đô thị ở tỉnh Treviso trong vùng Veneto, có cự ly khoảng 35 km về phía đông bắc của Venice và khoảng 20 km về phía đông bắc của Treviso. Tại thời điểm ngày 31 tháng 12 năm 2004, đô thị này có dân số 7.560 người và diện tích là 32,8 km².
Đô thị Ponte di Piave có các frazioni (các đơn vị trực thuộc, chủ yếu là các làng) Negrisia, Levada, San Nicolò, và Busco.
Ponte di Piave giáp các đô thị: Breda di Piave, Chiarano, Maserada sul Piave, Oderzo, Ormelle, Salgareda, San Biagio di Callalta.